# تپه بندبال
تپه بندبال مربوط به پیش ا ز تاریخ است و در شهرستان اهواز، روبروی روستای رداده واقع شده و این اثر در تاریخ ۲۵ اسفند ۱۳۷۹ با شمارهٔ ثبت ۳۱۱۰ به‌عنوان یکی از آثار ملی ایران به ثبت رسیده است.